# Петтерссон, Оке
Оке Х. Петтерссон (швед. Åke H. Pettersson, умер в 1932 году в Стокгольме) — шведский шахматист, мастер. Художник по профессии.
В 1905 г. Петтерссон победил в турнире северных стран (турнир проводился в Стокгольме). Через два месяца Ф. Энглунд уговорил его участвовать в шахматном конгрессе в Бармене. В так называемом турнире мастеров Петтерссон выступил неудачно. Он одержал победу над Ю. Перлисом и сыграл вничью с Д. Пшепюркой, но проиграл остальные 13 партий и закончил соревнование на последнем месте. В следующем году он получил приглашение участвовать в сильном по составу международном турнире в Стокгольме, но снова оказался последним. После этого он завершил профессиональную карьеру и участвовал только в клубных соревнованиях.

## Спортивные результаты
| Год  | Город     | Соревнование          | + | −  | = | Результат | Место |
| ---- | --------- | --------------------- | - | -- | - | --------- | ----- |
| 1905 | Стокгольм | Турнир северных стран | 7 | 2  | 1 | 7½ из 10  | 1     |
|      | Бармен    | Международный турнир  | 1 | 13 | 1 | 1½ из 15  | 16    |
| 1906 | Стокгольм | Международный турнир  | 2 | 9  | 0 | 2 из 11   | 12    |